# Кукабара білодзьоба
Кукабара білодзьоба (Dacelo gaudichaud) — вид сиворакшеподібних птахів родини рибалочкових (Alcedinidae).

## Поширення
Досить поширений у рівнинних тропічних лісах Нової Гвінеї  та на деяких навколишніх невеликих островах, таких як Ару, Япен, Вайгео, Місоол, Батанта та острови Гам. Його також було зареєстровано на острові Сайбай, що належить Австралії.

## Опис
Він менший за інші види кукабар, в середньому 28 см завдовжки і вагою 143 г. Більша частина голови чорна, за винятком білої заочної смуги. Широка смуга на шиї також біла. Груди і живіт червонувато-коричневі, а дзьоб білуватий, що відрізняє його від інших кукабар, у яких дзьоб темніший, хоча у молодих він темно-сірий. Обидві статі можна розрізнити за кольором хвоста: блакитний у самців і рудий у самиць і незрілих.

## Спосіб життя
Харчуються в основному великими комахами, хоча відомо, що вони також ловлять дрібних хребетних, але вони роблять це рідше, ніж їхні більші родичі. Самці дуже агресивні, коли захищають свою територію, розмір якої становить від 2 до 2,5 га. Як і його більші родичі, він розмножується в термітниках. Сезон розмноження, зазвичай, припадає на період з травня по жовтень, хоча молоді особини повністю не розходяться до лютого, і не було зареєстровано пар, які б намагалися повторити кладку в тому самому році. Зазвичай відкладає два білих яйця, інкубаційний період яких невідомий.